# وادي سهم
وادي سهم هو مجرى مائي موسمي في جبال الحجر في الفجيرة بدولة الإمارات العربية المتحدة . تشتهر بنقوشها الصخرية ، بما في ذلك صخرة واحدة تحمل 26 نقشًا صخريًا عبر أربعة وجوه.

## النقوش الصخرية والاكتشافات الأخرى
يقع وادي سهم في إتجاه الغرب من مدينة الفجيرة ويتكون بشكل أساسي من أرضية وادي صخرية ذات جدران جبلية وجبال. تتركز أكبر مجموعة نقوش صخرية في الوادي على صخرة واحدة، على جانب الطريق، مع نقوش لعدد كبير من راكبي الخيول ، بالإضافة إلى الأشكال الهندسية مثل I والصور الصليبية. تم الحفاظ على النقوش الصخرية إلى حد كبير بواسطة رواسب بكتيرية طبيعية ، تُعرف باسم ورنيش الصحراء . كما تم العثور على نقوش صخرية مماثلة في المواقع القريبة من وادي الحيل ، حصاة الرسوم(حرفياً «صخرة برسومات») بالقرب من قرية الرويدة ووادي الشناه. تم تأريخها إلى ما بين 1300 و 300 قبل الميلاد. تم تقديم بعض التواريخ الخاصة بالنقوش الصخرية في وقت مبكر من العصر البرونزي.

تم العثور على عدد من المقابر الدائرية في الوادي أثناء عمليات المسح التي أجرتها مؤسسة ليختنشتاين السويسرية ، بالإضافة إلى بقايا مساكن متناثرة من الفترة الإسلامية. أنقاض قلعة من أواخر العصر الإسلامي تقف على رأس الوادي.

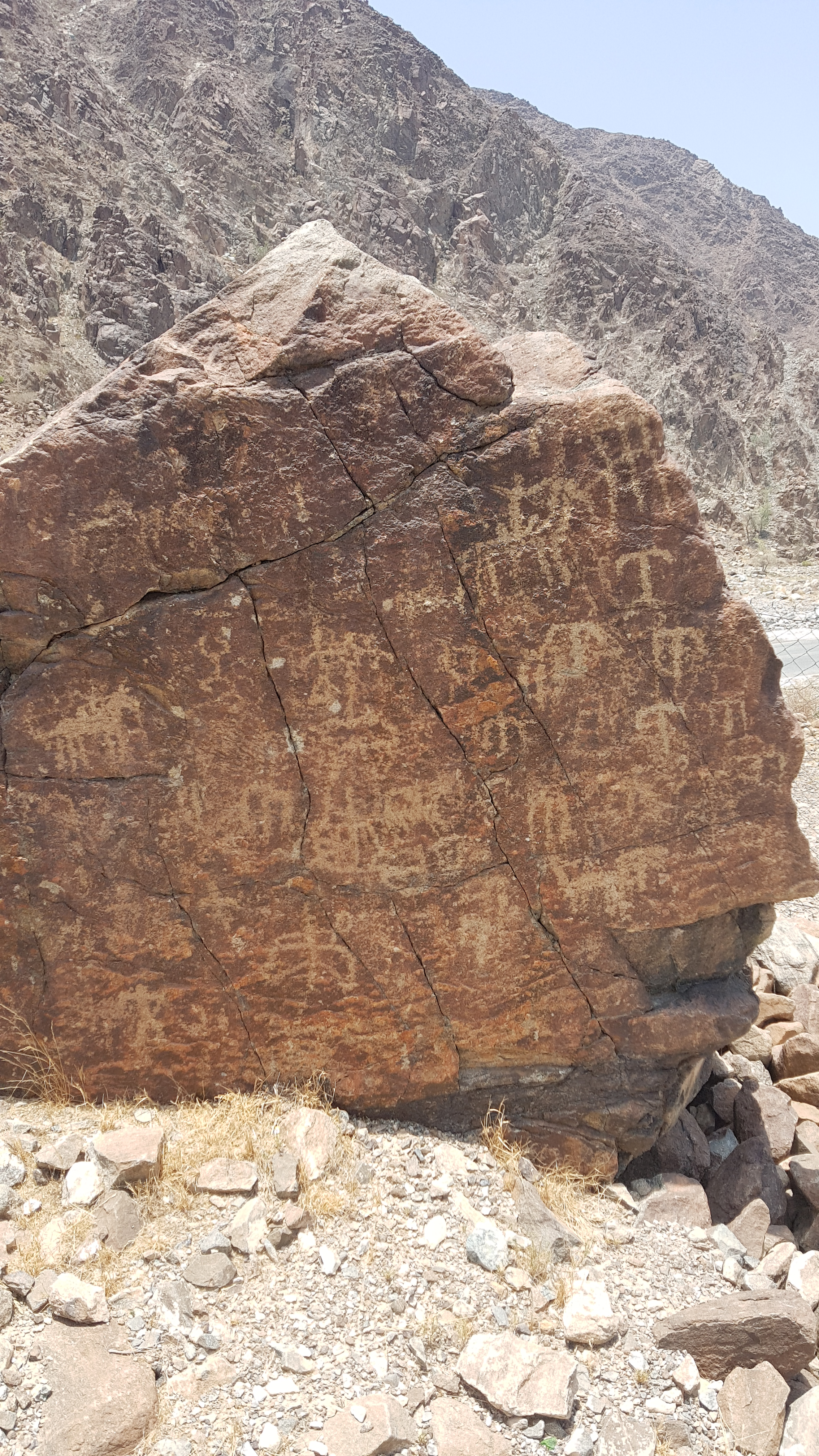
تم تزيين المجموعة الحجرية الرئيسية في وادي صحم بالفجيرة من أربعة جوانب.
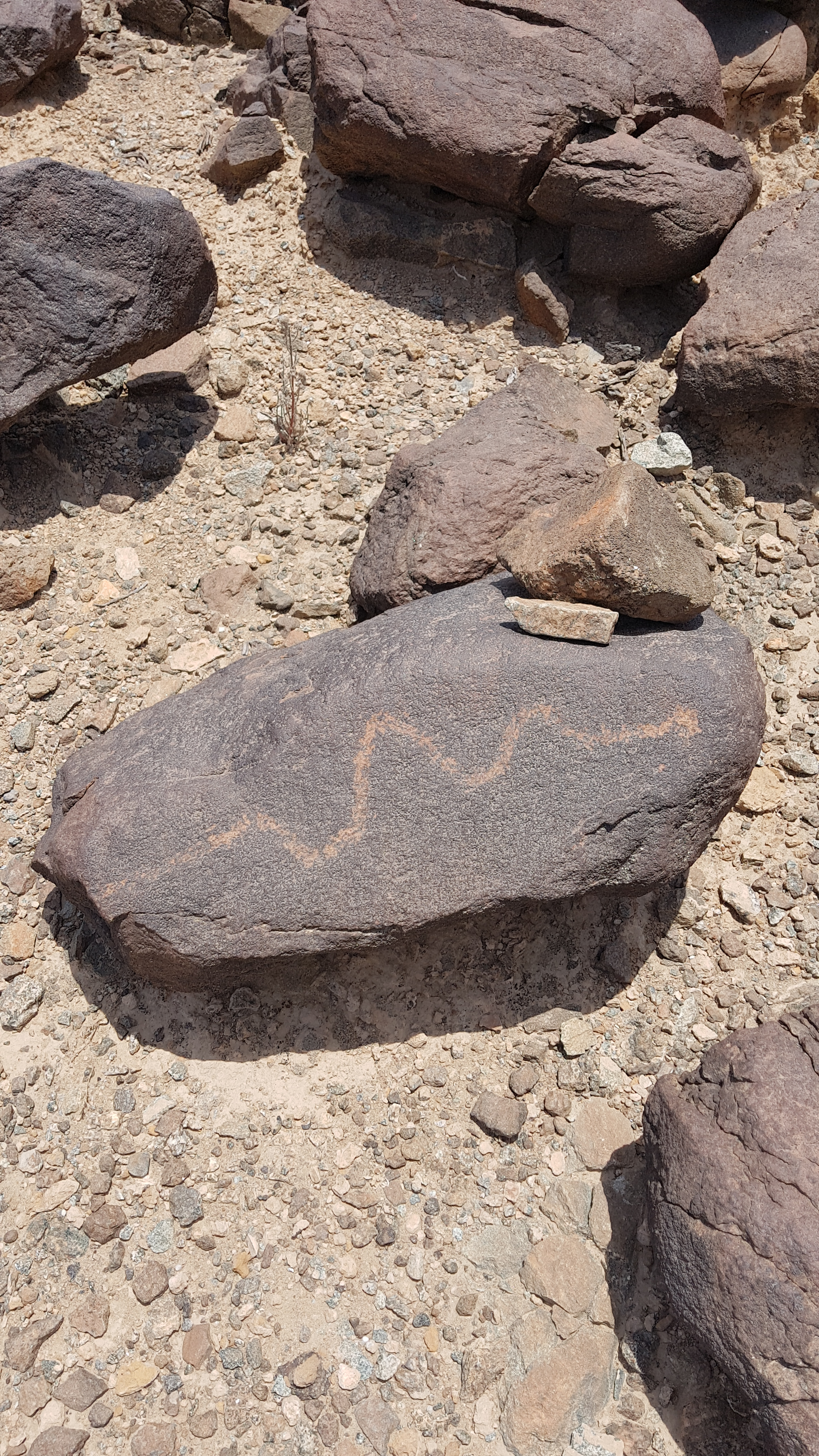
شكل ثعبان على نقش. تعد أشكال الأفعى سمة شائعة لزخارف العصر الحديدي في الإمارات العربية المتحدة.
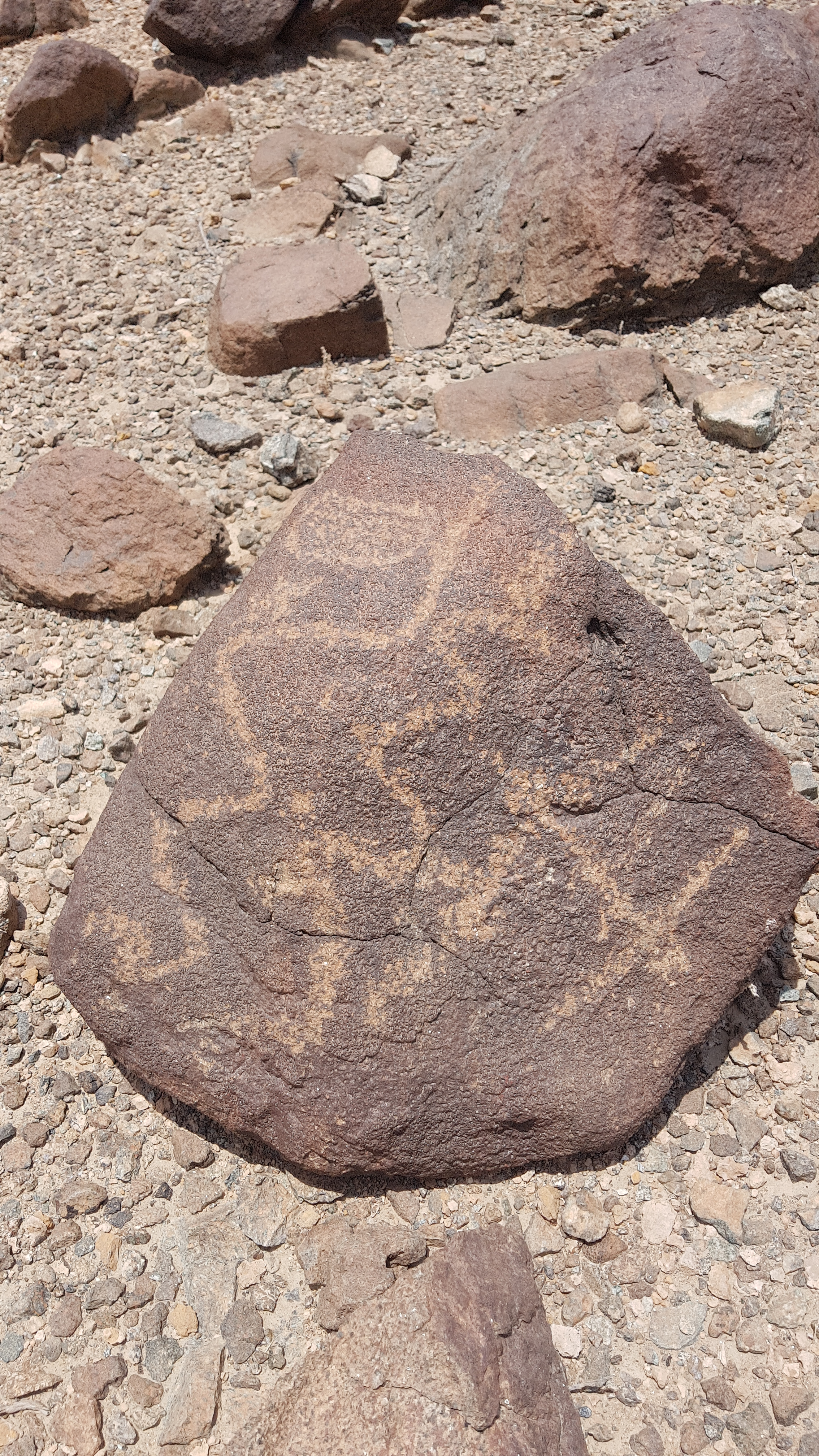
نقوش صخرية متناثرة منتشرة في وادي صحم بالفجيرة